# 도고섬

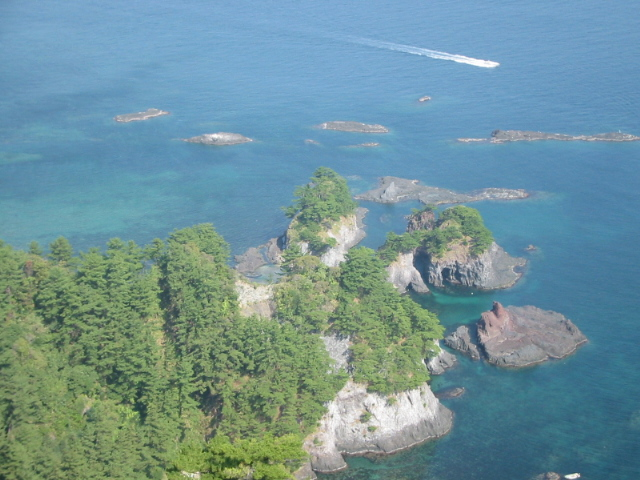
도고섬 해안

도고섬(島後)은 일본 오키 제도의 주요 섬이다. 도고섬 전역은 시마네현 오키군 오키노시마정에 속해있다.